# Maria Olivia da Silva
María Olivia da Silva (Brasil, reclama nacer el 28 de febrero de 1880 - Astorga (Brasil), 8 de julio de 2010). Fue una mujer brasileña que aseguraba ser la persona viva más anciana del planeta en la actualidad (2010) con 130 años, de acuerdo al RankBrasil y al Instituto Nacional del Seguro Social (INSS) de Brasil.
Si se constata su edad, 130 años, esto la convertiría en la mujer de mayor edad jamás registrada. Los documentos facilitados por RankBrasil son de 1970 o posteriores. Según relata su hijo, un incendio en la antigua casa en que vivían destruyó todos los documentos de Maria Olívia y fue en 1970 cuando se le expidió un nuevo certificado de nacimiento en Porecatu, Paraná.
Nació en Itapetininga, São Paulo y vivió en Astorga, Paraná.
Su repentina aparición en marzo de 2005 afirmando ser diez años mayor que cualquier persona viva documentada es altamente cuestionable, de acuerdo a los miembros del Gerontology Research Group. Ha tenido como precedentes, en los cinco años anteriores, al menos a dos mujeres brasileñas, que no consiguieron facilitar documentación para sustentar sendas reivindicaciones similares del récord de edad. En ese mismo año, en la página web del Libro Guinness de los récords se consideraba a la holandesa Hendrikje van Andel-Schipper de 114 años de edad, nacida el 29 de junio de 1890 como la persona viva más vieja del mundo, y posteriormente se aceptó la reclamación de María Capovilla († 2006), que tenía 115 años.
Da Silva se casó dos veces y de sus catorce hijos, cuatro de ellos por adopción, sólo sobreviven tres. Su memoria todavía no se había desvanecido y la anciana relató con precisión y detalles, para una niña de su edad en la época, la abolición de la esclavitud en Brasil el año 1888.
En sus últimos años Da Silva vivió con su hijo adoptado, Aparecido H. Silva (nacido en 1946). La brasileña supera en 15 años a la francesa Eugénie Blanchard († 2010), que con 114 es reconocida por el libro mundial como la "Mujer viva más vieja del mundo".